# Стратмур (Колорадо)
Стратмур (енгл. Stratmoor) насељено је место без административног статуса у америчкој савезној држави Колорадо.

## Демографија
По попису из 2010. године број становника је 6.900, што је 250 (3,8%) становника више него 2000. године.
| Група             | 2000.         | 2010.         |
| Белци             | 3.922 (59,0%) | 3.874 (56,1%) |
| Афроамериканци    | 816 (12,3%)   | 725 (10,5%)   |
| Азијати           | 172 (2,6%)    | 133 (1,9%)    |
| Хиспаноамериканци | 1.301 (19,6%) | 1.826 (26,5%) |
| Укупно            | 6.650         | 6.900         |